# Teodor Talowski

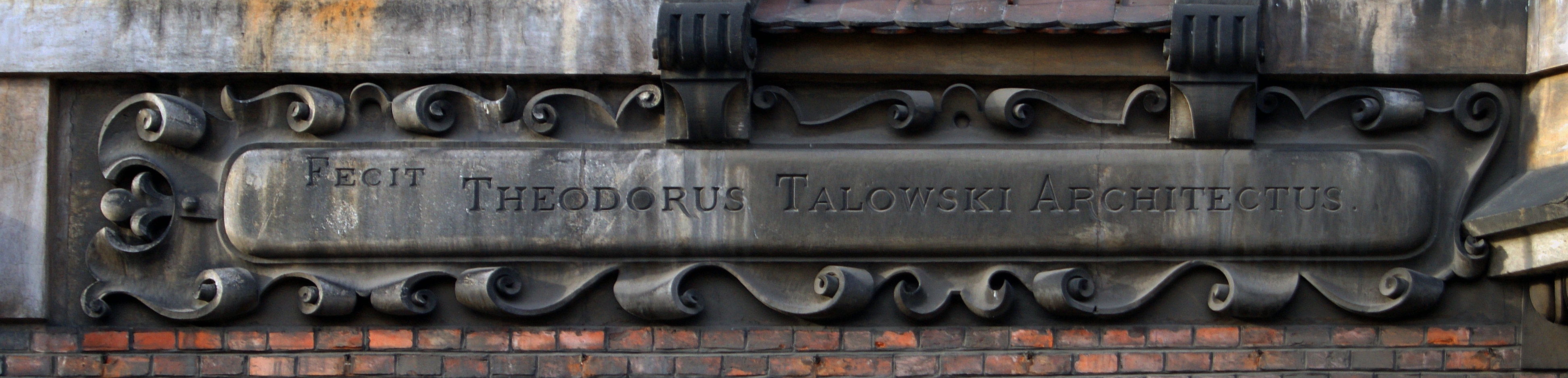
Wykonał Teodor Talowski

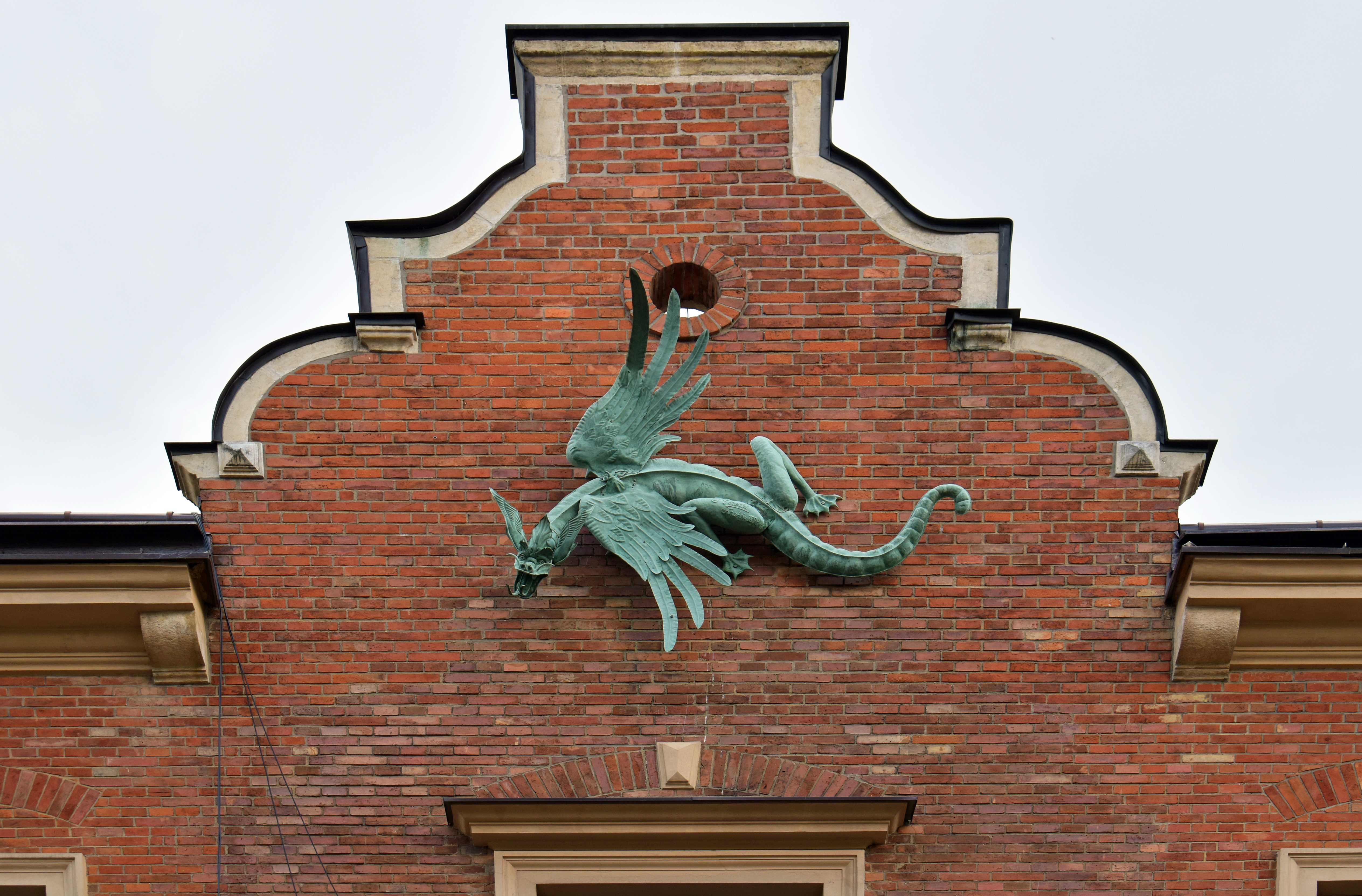
Kraków, ul. Smoleńsk 18
Smok (1887)

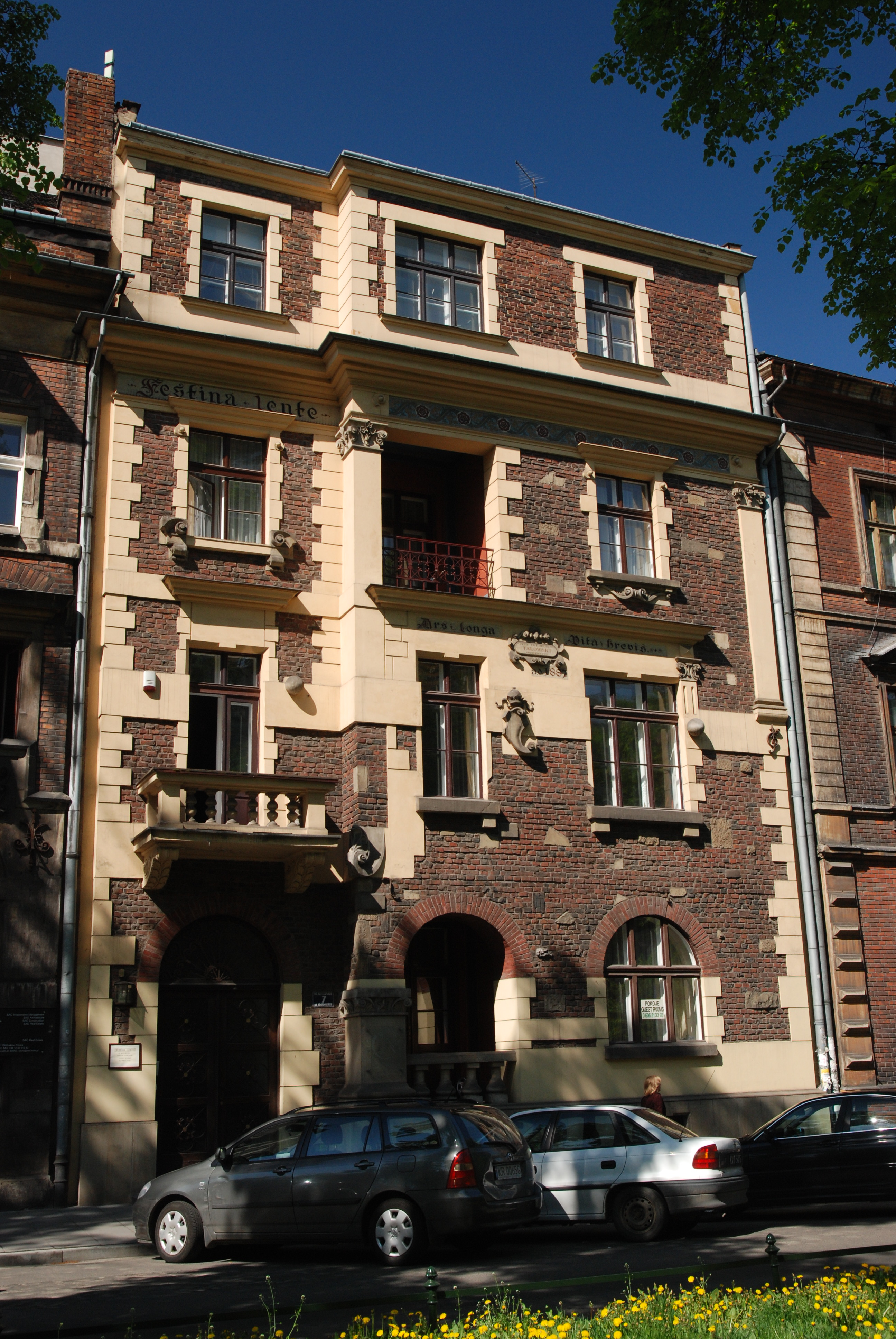
Kamienica Festina lente, ul. Retoryka 7, Kraków, 1887

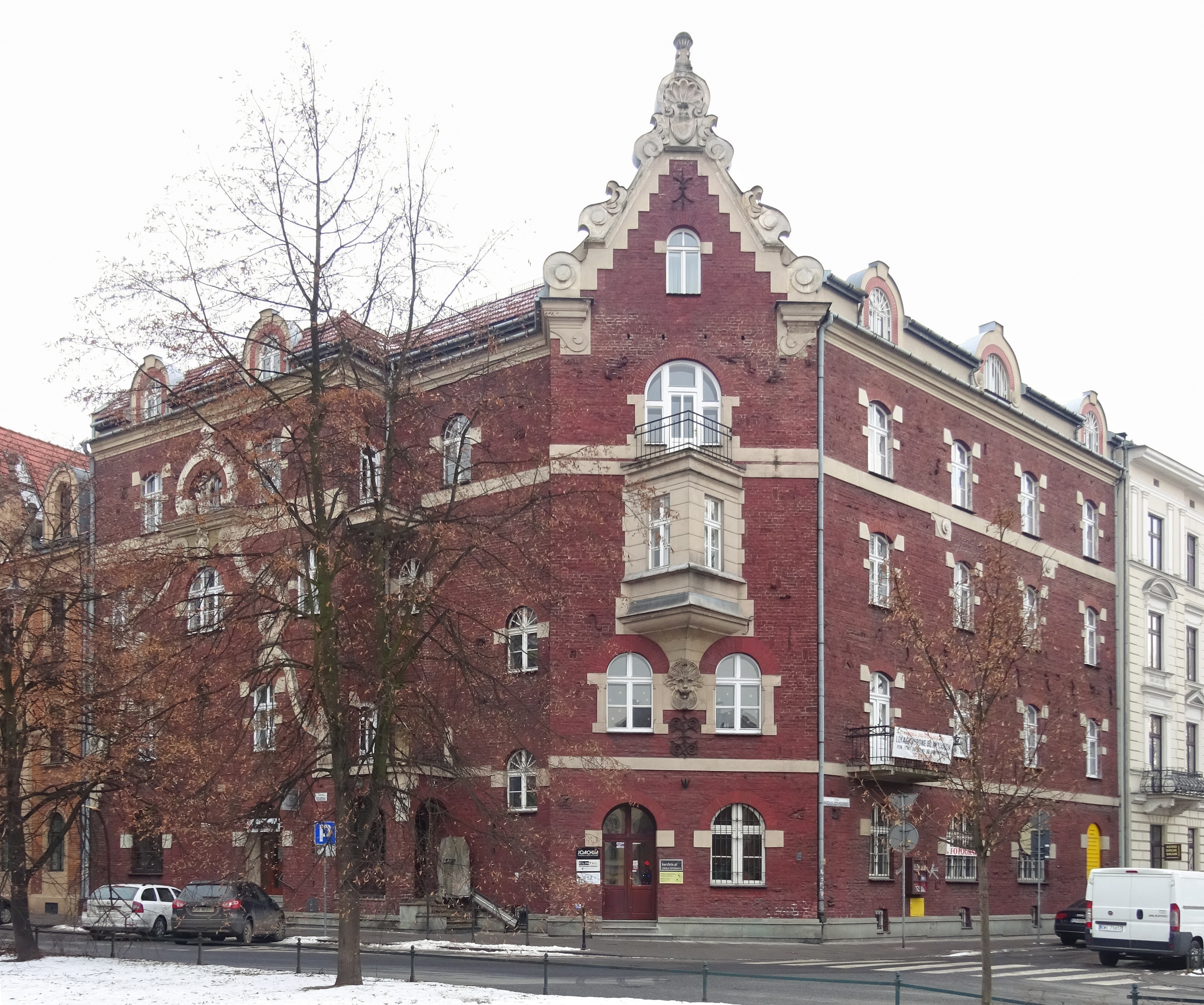
Kamienica Pod śpiewającą żabą, ul. Retoryka 1, Kraków, 1889–90

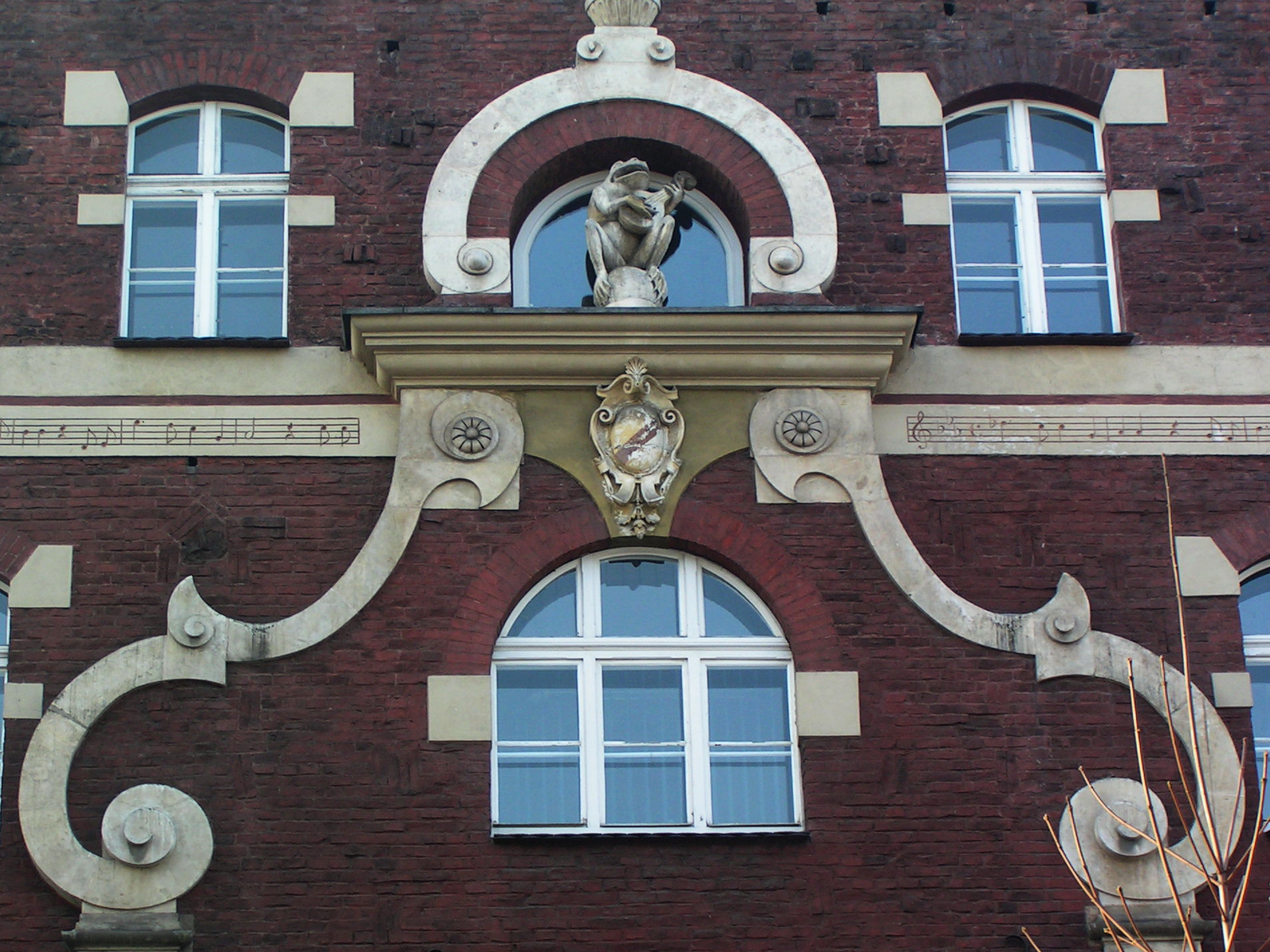
Kamienica Pod śpiewającą żabą (fragment), ul. Retoryka 1, Kraków, 1889–90

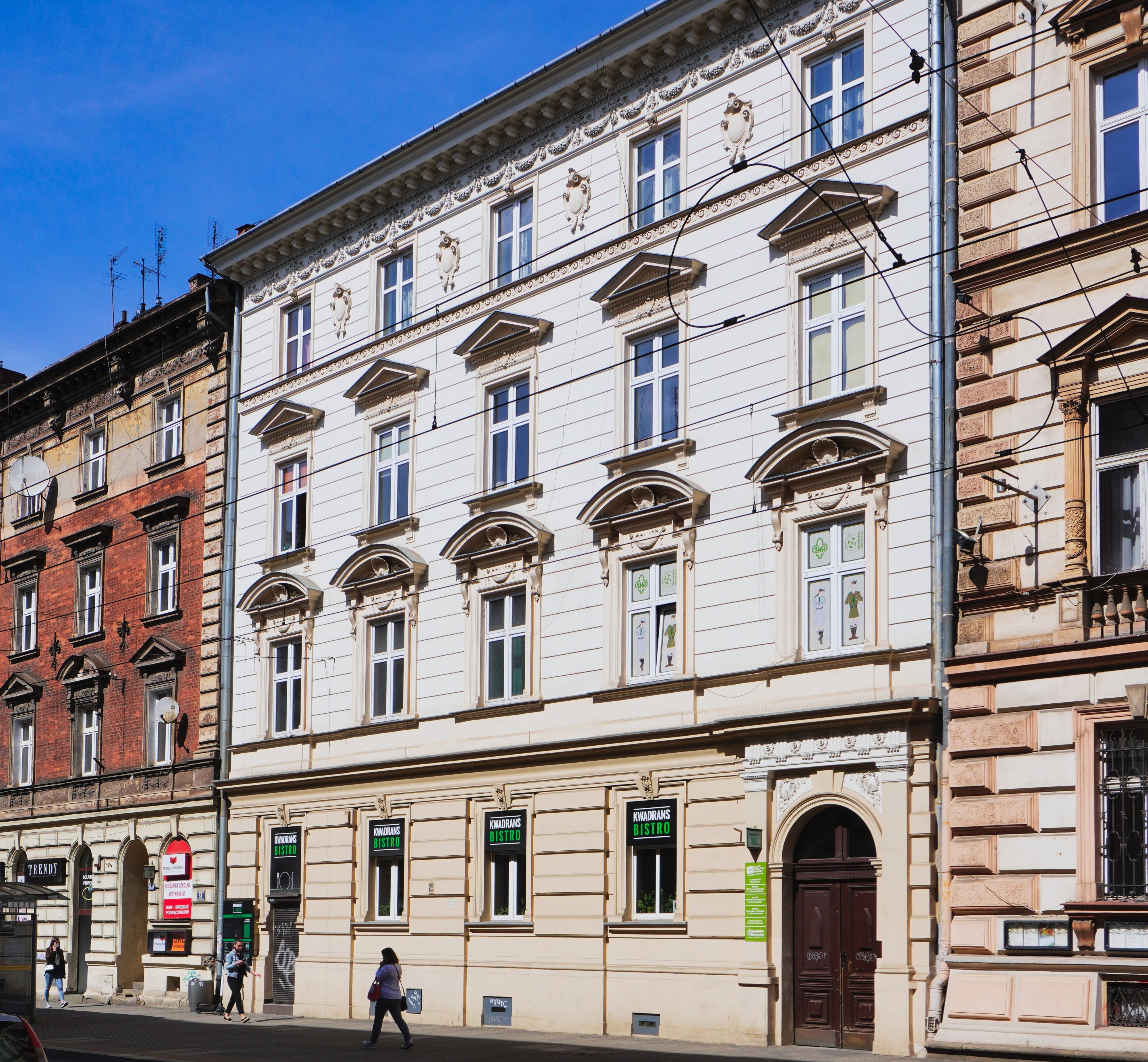
Kamienica, ul. Karmelicka 31, Kraków, 1885

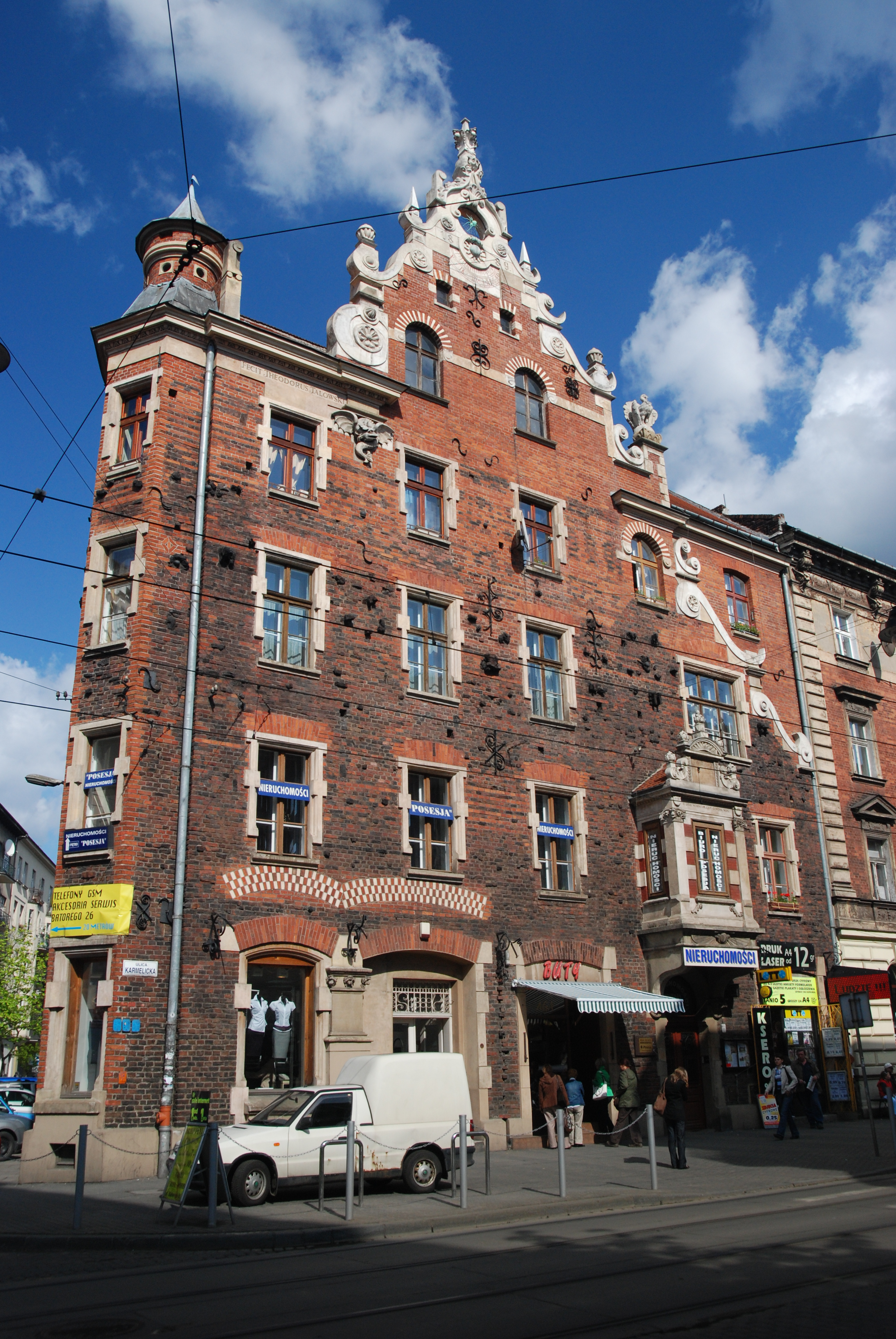
Kamienica Pod Pająkiem, Kraków

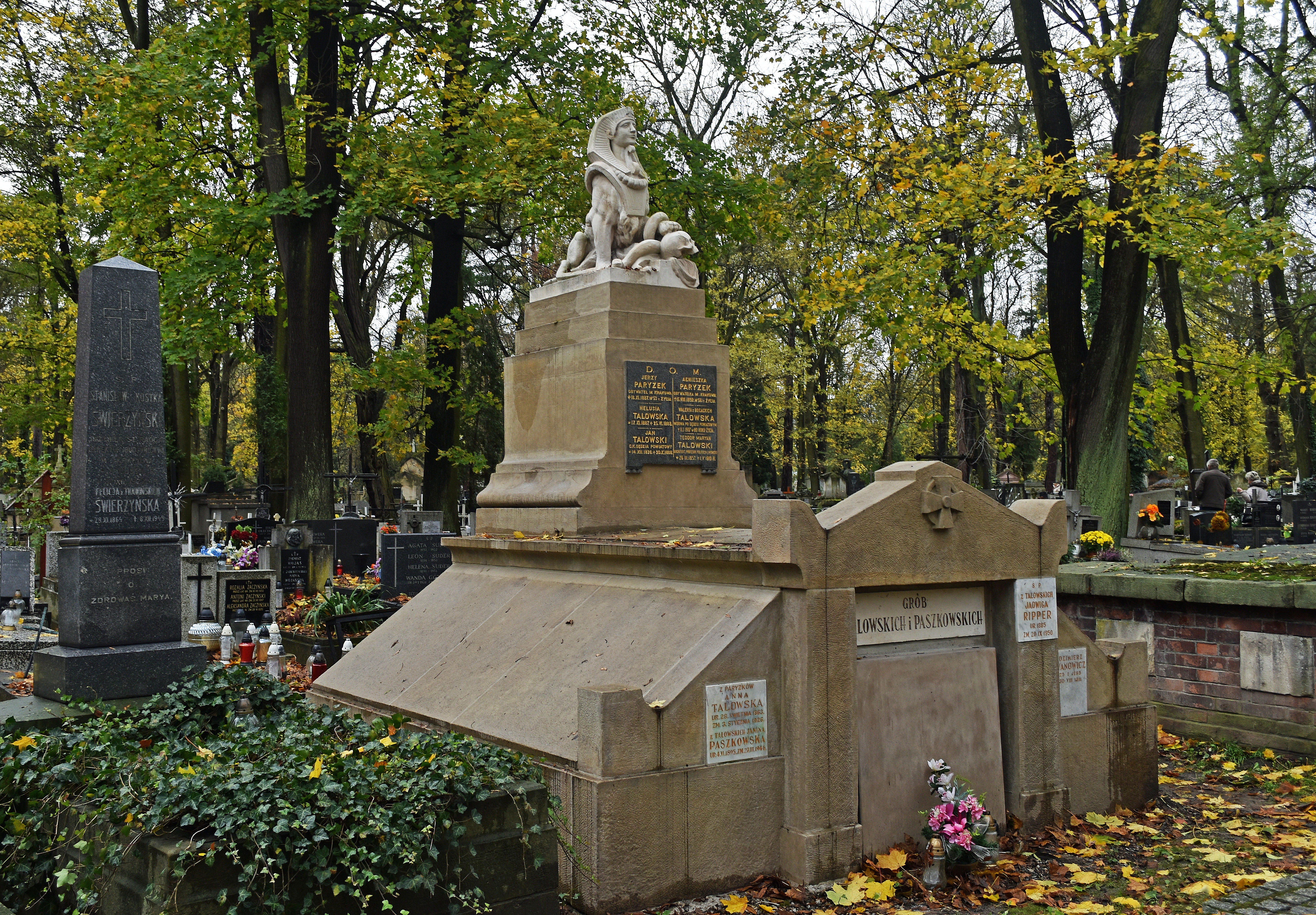
Grobowiec Talowskich i Paszkowskich na cmentarzu Rakowickim

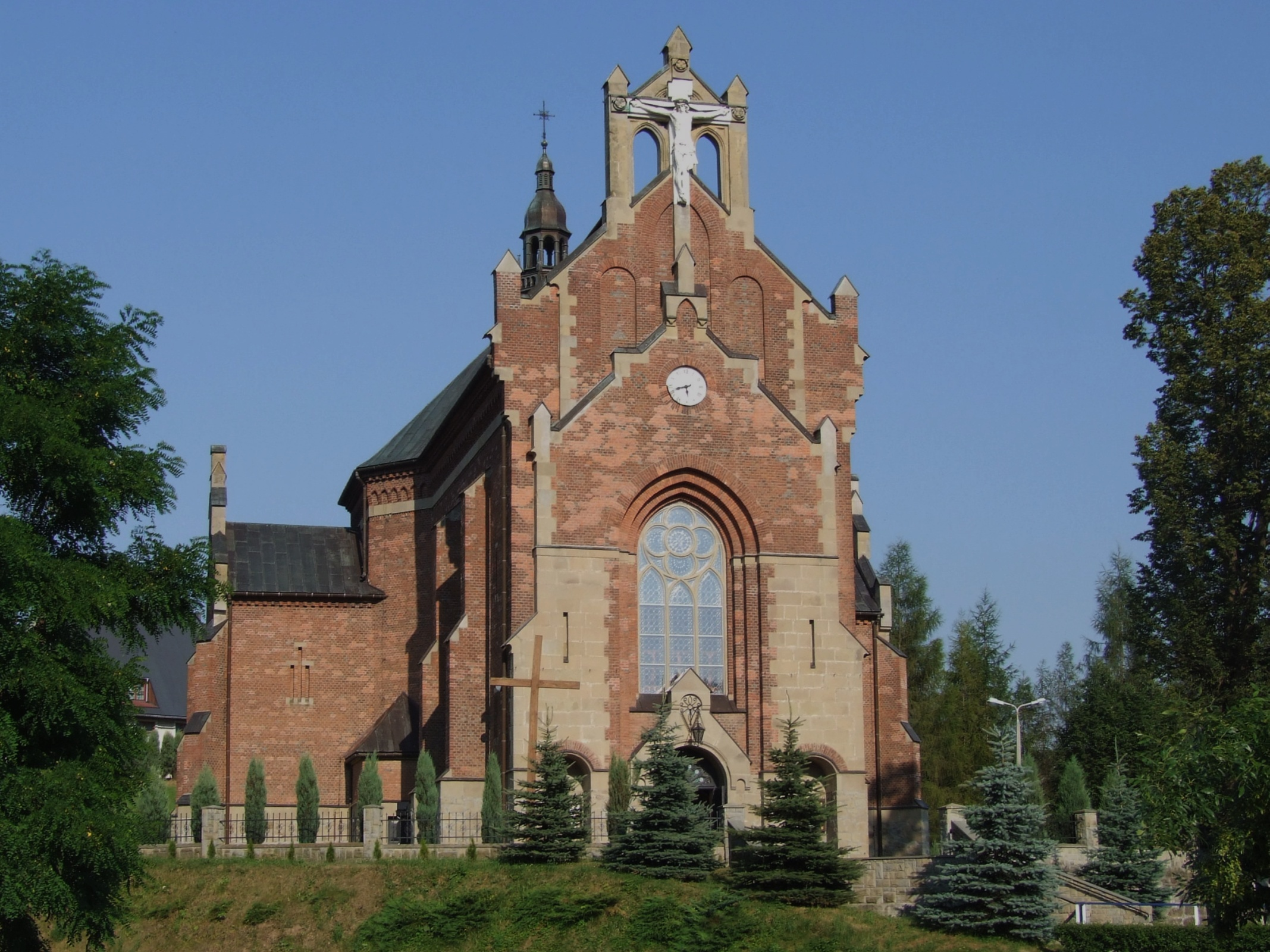
Kościół św. Mikołaja w Przyszowej projektu Teodora Talowskiego

Teodor Marian Talowski (ur. 23 marca 1857 w Zassowie, zm. 1 maja 1910 we Lwowie) – polski architekt i malarz. Jest uważany za jednego z najważniejszych polskich architektów przełomu XIX i XX wieku. Jego twórczość o charakterze eklektycznym wykazuje związki z secesją i historyzmem. Jest autorem licznych kościołów, kaplic, kamienic i budynków użyteczności publicznej.

## Życiorys
Urodzony w Zassowie, uczęszczał do gimnazjum w Krakowie. W 1875 rozpoczął studia architektoniczne na Uniwersytecie Technicznym w Wiedniu pod kierunkiem Carla Königa, a w 1877 przeniósł się do Lwowa, gdzie u Juliana Zachariewicza uzyskał dyplom architekta w Szkole Politechnicznej. W 1881 powrócił do Krakowa, gdzie został asystentem na Wydziale Budownictwa w Wyższej Szkole Techniczno-Przemysłowej w Krakowie, a cztery lata później – profesorem. Od 1885 projektował w Krakowie kamienice dla bogatej klienteli szlacheckiej, zlokalizowane głównie na Nowym Świecie i Piasku. W 1901 objął katedrę rysunku Politechniki Lwowskiej, a później katedrę kompozycji architektury średniowiecznej. W 1906 pracę przerwała długa choroba, prowadząca do śmierci w 1910 roku.
Był właścicielem zaprojektowanych przez siebie kamienic przy ul. Batorego 26 oraz ul. Retoryka 7 i 9 w Krakowie. Zajmował z rodziną mieszkanie na parterze kamienicy przy ul. Retoryka 9, gdzie urządził także ptaszarnię.
Pochowany został na cmentarzu Rakowickim w Krakowie, w grobowcu rodzinnym Talowskich i Paszkowskich w kwaterze „W”, rząd wschodni.

## Architekt
Teodor Talowski był architektem, którego charakteryzowały indywidualność i niecodzienność. Jego projektów nie da się jednoznacznie zaklasyfikować – tworzył dzieła łączące wątki secesyjne (architektura asymetryczna, ornamentyka fantastyczna), historyczne (formy późnogotyckie, renesansowe i manierystyczne, stosowane swobodnie) i modernistyczne. Powszechnie zaliczany jest do nurtu eklektycznego, a zdaniem Zbigniewa Beierfsdorfa wpisuje się w nurt nazwany przez C.L.V. Meeksa picturesque eclecticism. Badacze podkreślają także widoczne w jego budynkach „estetykę malowniczości” oraz ekspresjonizm i symbolizm, uzyskane przy pomocy różnych środków. Nie zerwał z formami historycznymi, ale obdarzony wielką fantazją malowniczo zestawiał asymetryczne bryły, urągając wszelkiej harmonii, akcentował różnice faktur i dążył do wydobycia maksimum ekspresji z wyolbrzymionego detalu i ornamentu. Dzięki talentowi i wielkiej fantazji stworzył własny oryginalny język form z pogranicza obumierającego historyzmu oraz rodzącej się secesji i modernizmu.
Jego budowle charakteryzują swoboda w tworzeniu układów przestrzennych, nieregularne rzuty i skomplikowane układy wnętrz. Fasady są często asymetryczne, zdobione sentencjami, napisami i wyolbrzymionymi detalami. Jego budynki sprawiają wrażenie budowli o długiej i bogatej historii, niby ze starych, dobrych czasów, ale bliżej niesprecyzowanych. Chętnie operował efektami światłocieniowymi poprzez stosowanie wykuszy, ryzalitów, cofanie części budynków itp. oraz wykorzystywał nieregularne cegły połączone z ciosami kamiennymi i tynkiem, tworzące kontrasty fakturowe i kolorystyczne. Dbał o materiały – wszystkie detale były odkuwane z kamienia, podczas gdy normalnie stosowano seryjne odlewy i stosował specjalną nieregularną cegłę (ciemną, z ceramicznymi guzami i zendrówkami), produkowaną we własnej cegielni, według własnej receptury, którą zabrał do grobu. W efekcie fasady jego budowli (zwłaszcza kamienic) są bardzo charakterystyczne.
Jego działalność architektoniczna przypada na ostatnie 15 lat XIX wieku i pierwsze lata XX wieku. Otwiera ją projekt kościoła w Dobrzechowie. Duży dorobek Talowskiego obejmuje projekty różnego typu – kościoły (ponad 70), kamienice (w Krakowie 16), kaplice, grobowce, pałace, dwory i wille, szpitale i inne, głównie na terenie Galicji. Światowej kariery nie zrobił, był dostrzegany także poza Galicją, m.in. po pokazaniu swoich projektów na wystawie architektury w Turynie. Za swoje projekty otrzymał medal na wystawie lwowskiej w 1884 roku.

### Projekty

#### Kościoły

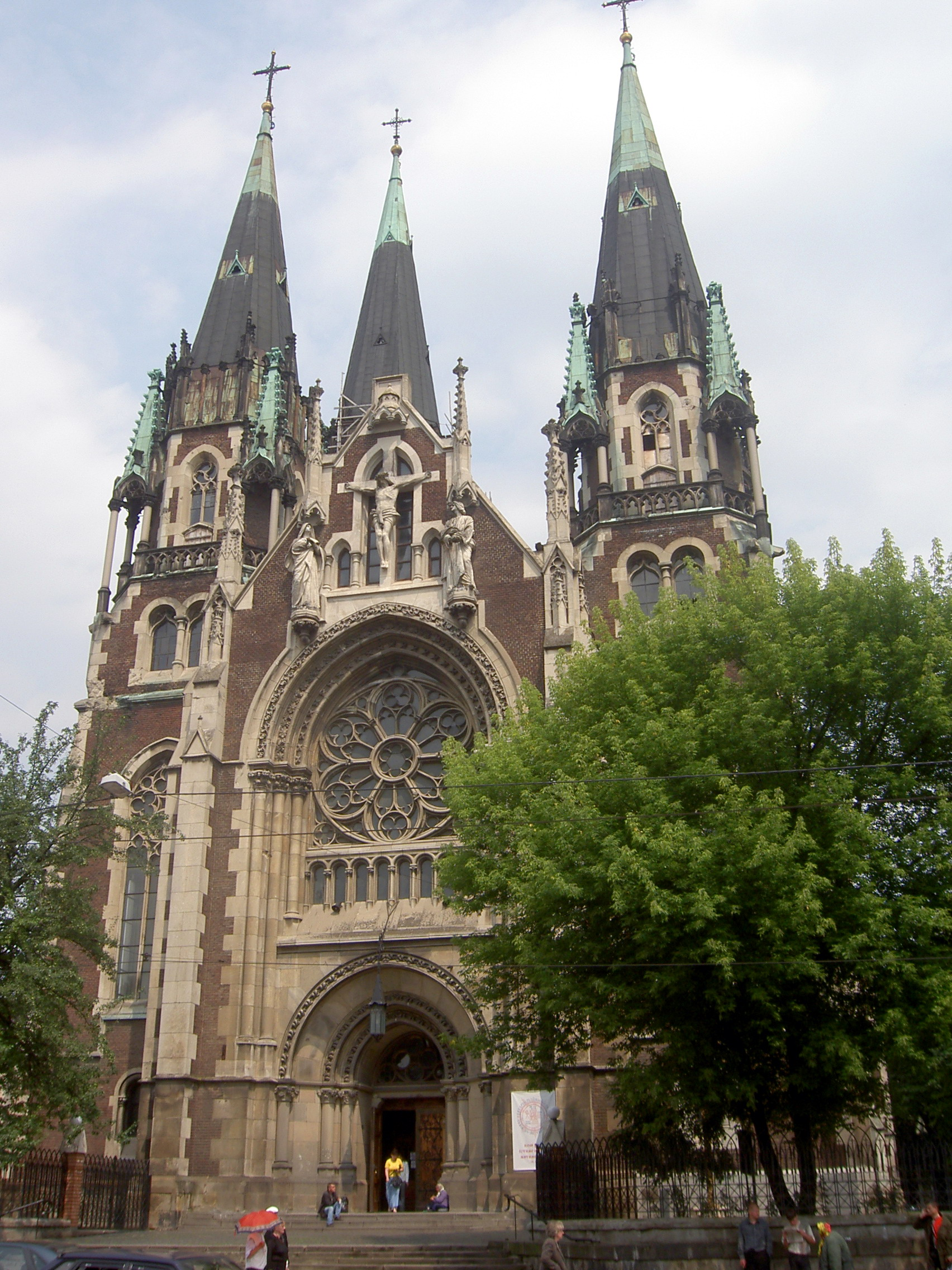
Kościół św. Elżbiety we Lwowie, projektu Teodora Talowskiego, 1904–1911

Jego pierwszym dziełem był kościół w Dobrzechowie, projektowany od 1879 i zbudowany w latach 1888–1893 na zlecenie Władysława Michałowskiego jako drugi po kościele Nawiedzenia Najświętszej Maryi Panny w Miejscu Piastowym przykład galicyjskiego stylu przejściowego, łączącego motywy romańskie i gotyckie. Odpowiadał zarazem wypracowanemu na początku II połowy XIX w. w Austrii i Nadrenii wzorcowi bazylikowej świątyni podmiejskiej i wiejskiej. W rezultacie tego i kolejnych projektów Talowski podjął studia nad architekturą sakralną, których podsumowaniem były Projekta kościołów Teodora Talowskiego o charakterze wzornika (opublikowane w 1897 w Krakowie) . Jednak projekty kościołów ustępują pod względem oryginalności kamienicom. Talowski wziął udział w konkursie na budowę kościoła św. Elżbiety we Lwowie, podczas którego dwie z trzech wersji jego projektów otrzymały pierwszą nagrodę. Jedną wersję zrealizowano w latach 1903–1911 we Lwowie, a drugą w Tarnopolu  pod wezwaniem Matki Bożej Nieustającej Pomocy. Jego projekt lwowskiego kościoła św. Elżbiety manifestował przywiązanie lwowskiego środowiska architektów do stylu przejściowego wobec ofensywy stylu narodowego.
W 1897 stary kościół w Dobrzechowie (XV w.) został wyburzony; w 1905 Talowski powstrzymał rozbiórkę zabytkowego kościoła pw. św. Mikołaja w Wyżnianach (ok. 1400), zaplanowaną na podstawie ekspertyzy Michała Kowalczuka.

#### Kamienice w Krakowie
Największy zespół zaprojektowanych przez niego kamienic znajduje się w Krakowie przy ulicy Retoryka (pod numerami 1, 3, 7, 9, 15):
- nr 1 – Pod Śpiewającą Żabą. Do jej nazwy, związanej z rechotem żab, jaki było słychać w okolicy (środkiem ulicy płynęła Rudawa) oraz z przeznaczeniem budynku (szkoła muzyczna)[21], nawiązuje rzeźba muzykującej żaby, umieszczona na fasadzie[11].
- nr 7 – Festina lente 1887, kamienica własna Talowskiego. Do kamienicy dobudowano w 1929 roku trzecie piętro, wtedy też zniszczono oryginalny portal[22] . Fasada jest asymetryczna, zbudowana z różnych materiałów. Znajdują się na niej inskrypcje: Festina lente (Spiesz się powoli) i Ars longa vita brevis (Życie (jest) krótkie, sztuka długotrwała) oraz kartusz z nazwiskiem autora i tarcza herbowa.
- nr 9 – Faber est suae quisque fortunae MDCCCXCI (Pod Osłem), 1891. Na fasadzie znajduje się głowa osła, która nawiązuje do inskrypcji, nawołującej do upartego dążenia do celu (Każdy jest kowalem swojego losu)[23].
- nr 15 z sentencją Długo myśl – prędko czyń, 1888.

Przy ul. Karmelickiej 35 (róg Batorego) znajduje się dom własny architekta Pod Pająkiem, 1889.

#### Inne projekty

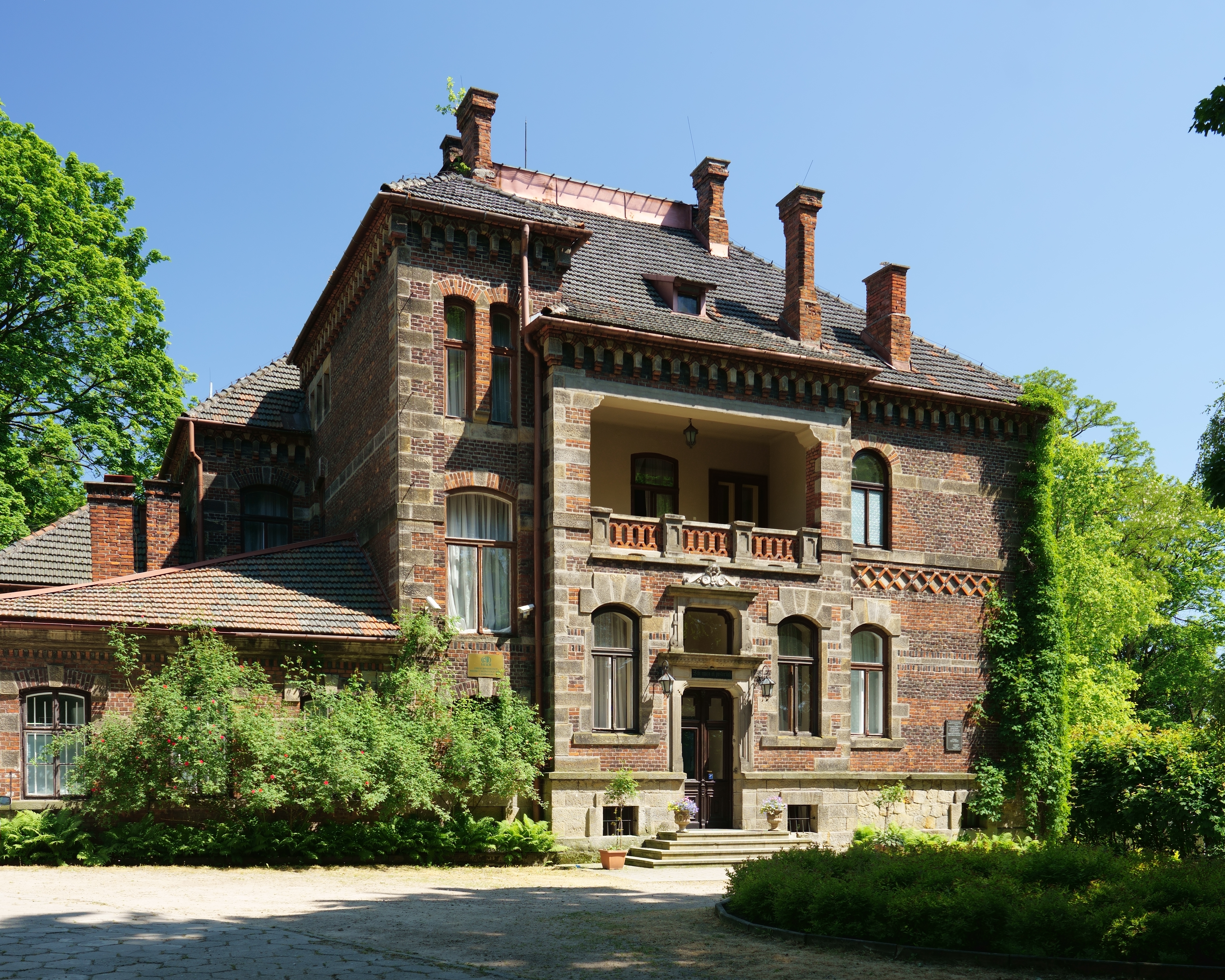
Dwór Żeleńskich w Grodkowicach

W Krakowie zaprojektował również Szpital Bonifratrów, wiadukt nad ulicą Lubicz (jedno z pierwszych w Krakowie dwupoziomowych rozwiązań komunikacyjnych), elektrownię przy ulicy Łobzowskiej oraz rodzinny grobowiec na cmentarzu Rakowickim ze Sfinksem. Do realizacji Talowskiego należą również rozbudowa gmachu Towarzystwa Gimnastycznego „Sokół” w 1894 oraz kamienica Pod smokiem przy ulicy Smoleńsk 18.
Wśród willi i pałacyków jego autorstwa znajdują się między innymi dwór dla Tadeusza i Marii Dąbrowskich w Michałowicach, czy neogotycki pałacyk zbudowany na przełomie lat 1901/02 dla Władysława Żeleńskiego w podkrakowskich Grodkowicach. Jego dziełami są również monumentalny grobowiec Skrzyńskich w Zagórzanach koło Gorlic oraz kościół Wniebowzięcia NMP w zamieszkałej przez Polaków wsi Kaczyka na Bukowinie.

## Malarz
Już na studiach uprawiał malarstwo, tworząc głównie akwarele z widokami architektury. W 1881 Talowski wystawił akwarele o tematyce pejzażowej i architektonicznej w Towarzystwie Przyjaciół Sztuk Pięknych w Krakowie.
Jedną z jego prac jest akwarela przedstawiająca szpital bonifratrów własnego projektu, przechowywana w klasztorze bonifratrów. Oprócz budowli przedstawia liczne postacie o urozmaiconych typach (eleganci, żołnierze, damy, zakonnice, wieśniak), a w lewym dolnym rogu trzech mężczyzn stojących frontalnie do widza. Ich twarze zostały wykonane techniką fotograficzną, często stosowaną w przypadku całych postaci na pocztówkach z przełomu XIX/XX wieku. Towarzyszące im napisy objaśniają tożsamość tych osób: T. Talowski architekt, L. Bernatek przeor, Dr A. Filimowski prymariusz.

## Lista projektów
Lista najprawdopodobniej nie jest pełna. Znaki zapytania oznaczają budowle niedatowane lub brak danych na temat datowania.
Kościoły:
- Białoskórka, 1905[26]
- Bóbrka, 1908 (Kościół Najświętszego Serca Jezusowego w Bóbrce)[27]
- Kaczyka (ob. Cacica – Rumunia), 1904[26]
- Chorzelów[26] , 1908
- Dobrzechów, 1887–94[26]
- Kamień[28]
- Kamionka Strumiłłowa, 1901[26]  (Kościół Wniebowzięcia Najświętszej Marii Panny)
- Krościenko Wyżne, 1908–1914[26] (Kościół św. Marcina w Krościenku Wyżnym)[29]
- Laszki, 1905[26]
- Libiąż,?[26]
- Lubzina, 1903[26]
- Lwów – kościół św. Elżbiety, 1904–11[26]
- Nagoszyn

- Nowy Sącz – kościół św. Elżbiety[30]

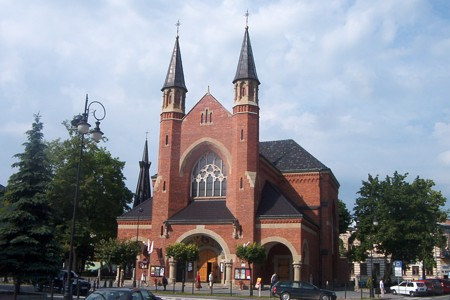
Kościół św. Kazimierza w Nowym Sączu, projektu Teodora Talowskiego, 1912

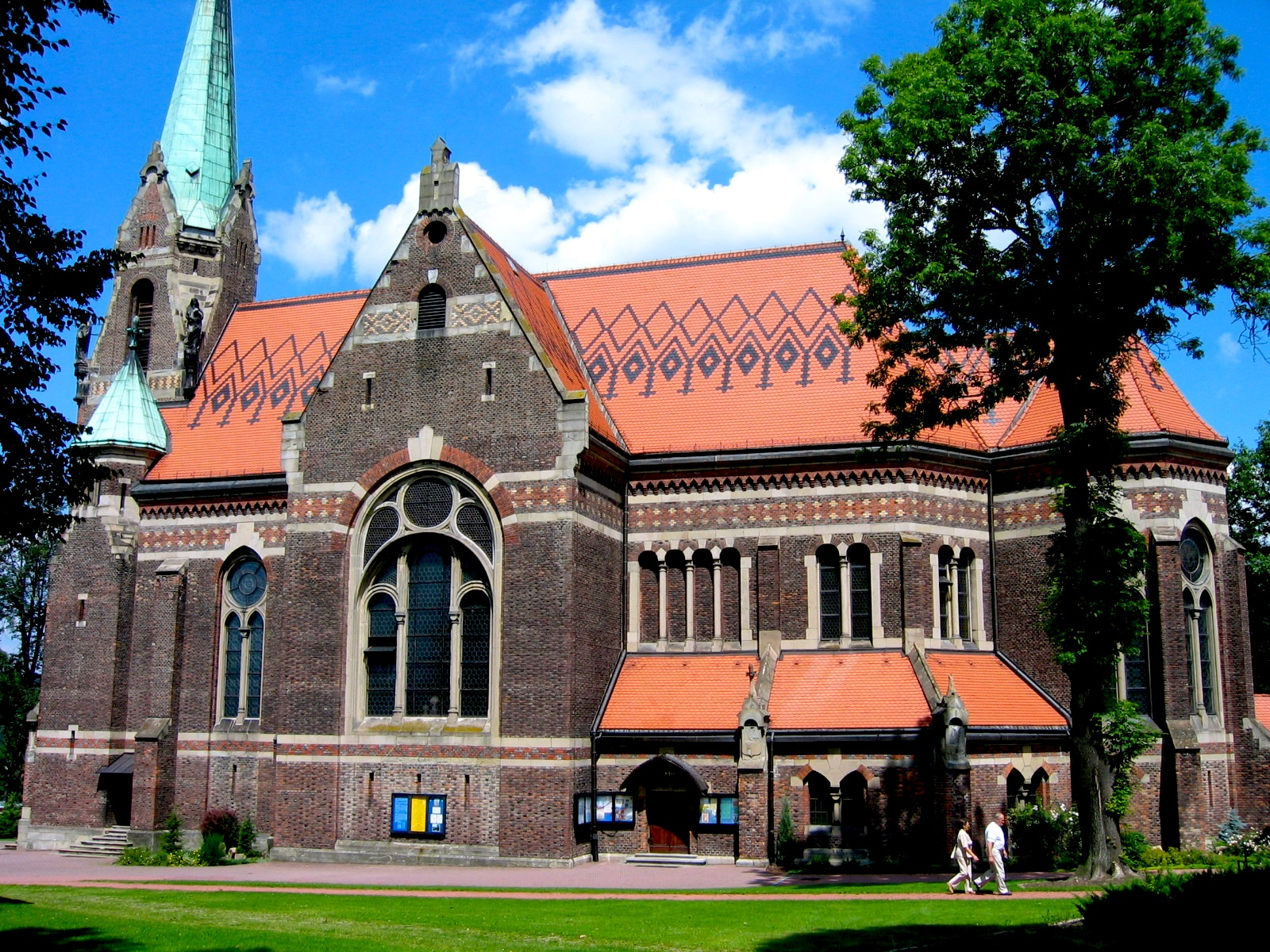
Sucha Beskidzka, kościół parafialny

- Nowy Sącz – kościół św. Kazimierza
- Nowy Targ – Projekt CK Gimnazjum (obecnie Budynek LO im. S. Goszczyńskiego), 1902
- Osobnica[28]
- Otynia, 1902–1905 (województwo stanisławowskie)
- Podhajczyki Justynowe, 1905–1910/11 (województwo tarnopolskie)
- Podwołoczyska, 1907–1909 (województwo tarnopolskie); wysadzony w powietrze przez komunistyczne władze w 1965[31]
- Przyszowa
- Radziwiłłów
- Skałat, 1901[26]  (kościół pw. Wniebowzięcia Najświętszej Marii Panny)
- Sucha Beskidzka, 1895–1907
- Tarnopol[26]  (kościół Matki Boskiej Nieustającej Pomocy)
- Tłuste (przebudowa), 1902[26]
- Wadowice Górne, 1911–1914[26] (Kościół św. Anny)[32]
- Wyżniany (poszerzenie),?[26]
- Żyrardów (projekt niezrealizowany),?[26]

Domy, kamienice w Krakowie:

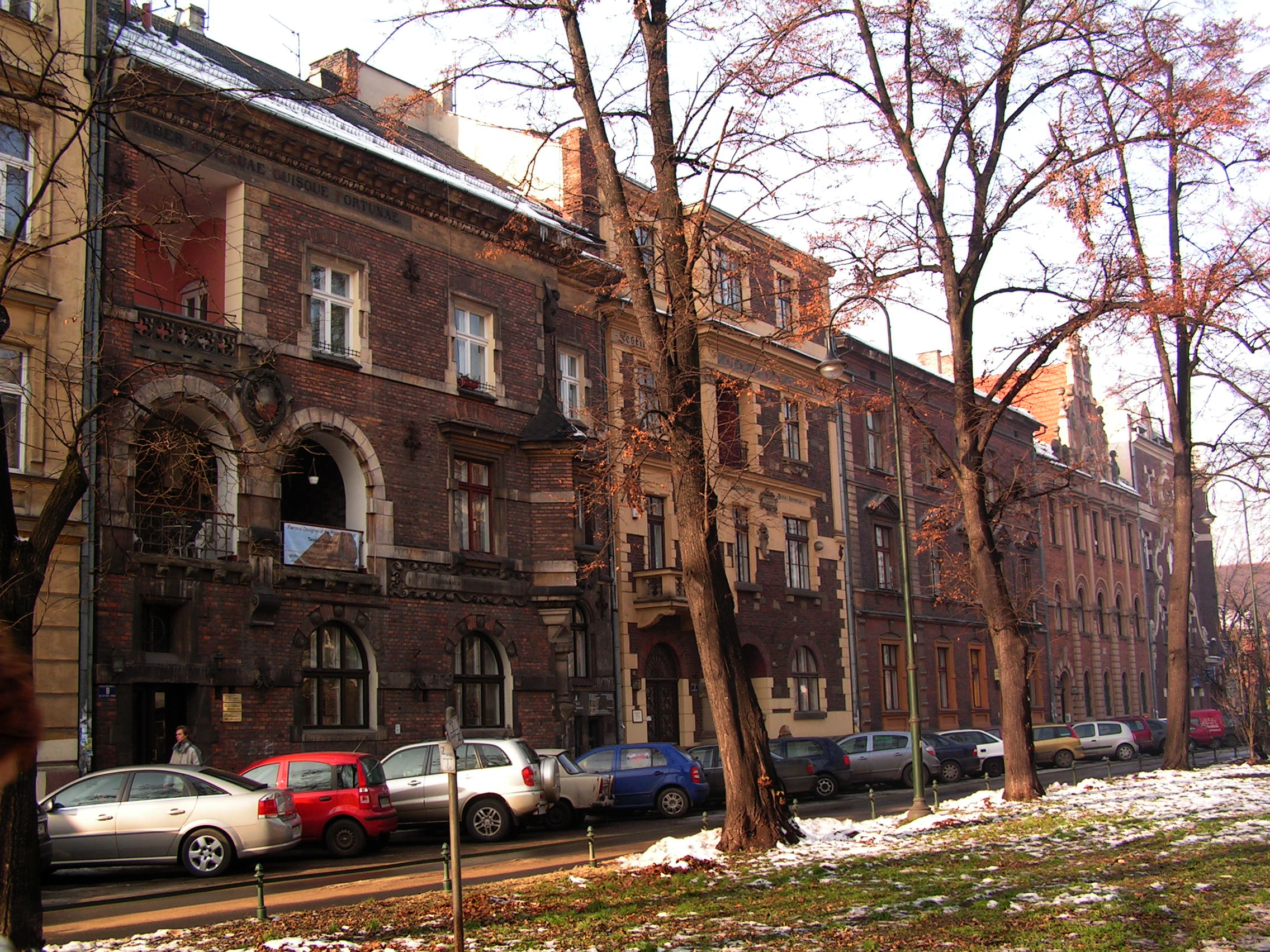
Ulica Retoryka w Krakowie, od lewej: Pod Osłem nr 9 (Talowski, 1891), Festina lente nr 7 (Talowski, 1887), nr 5, nr 3 (Talowski, 1891), Pod śpiewającą żabą nr 1 (Talowski, 1889–90)

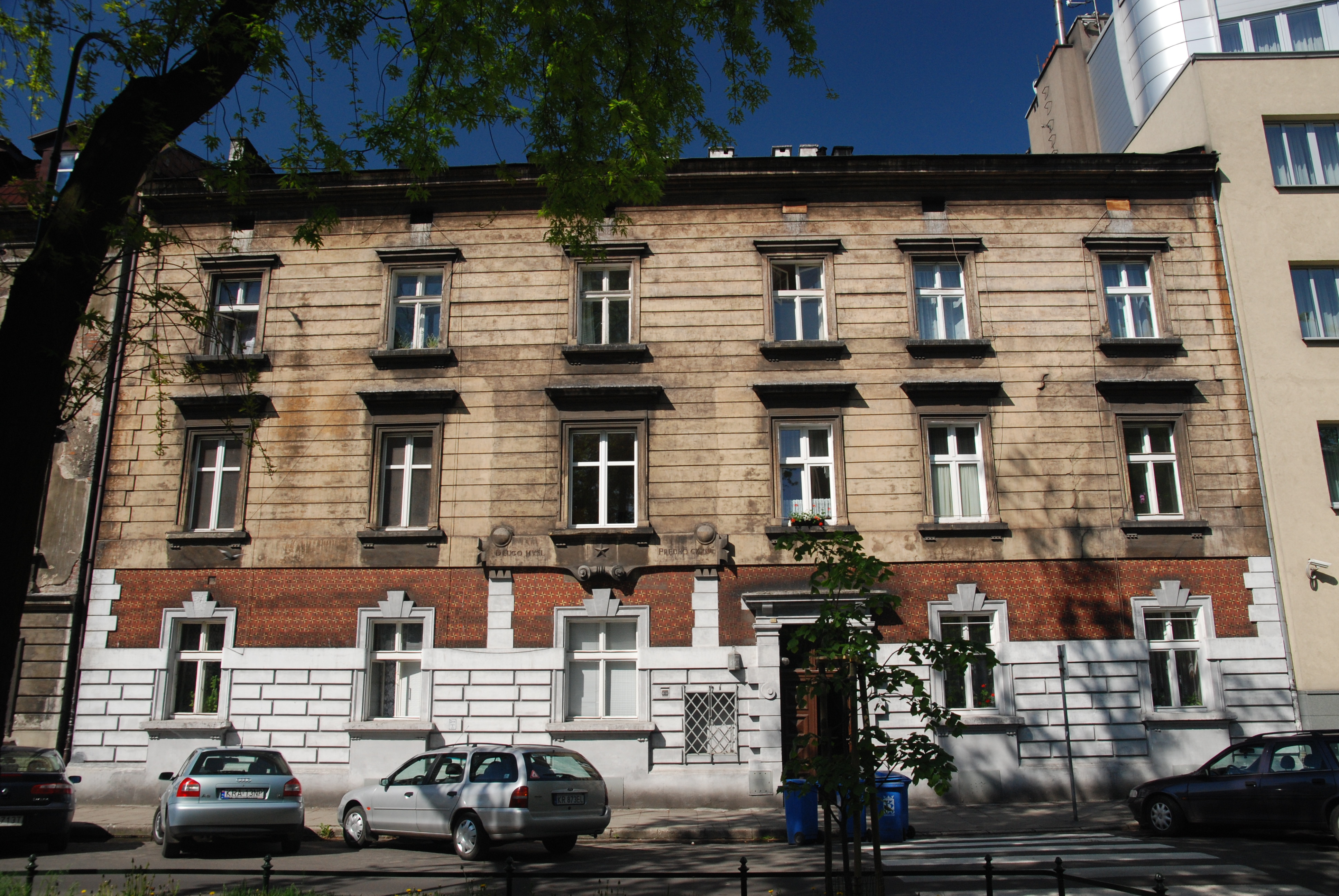
Ul. Retoryka 15

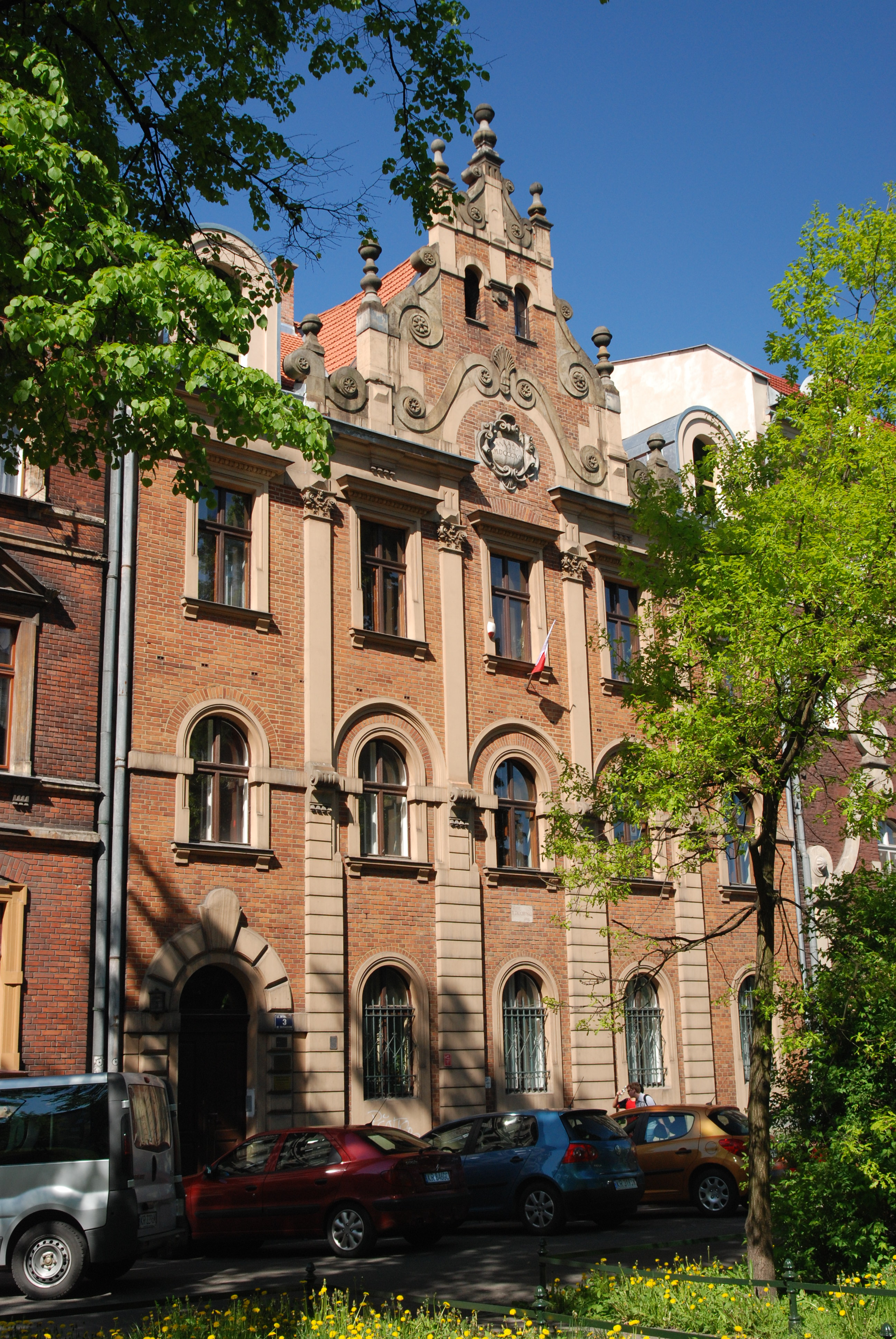
Ul. Retoryka 3

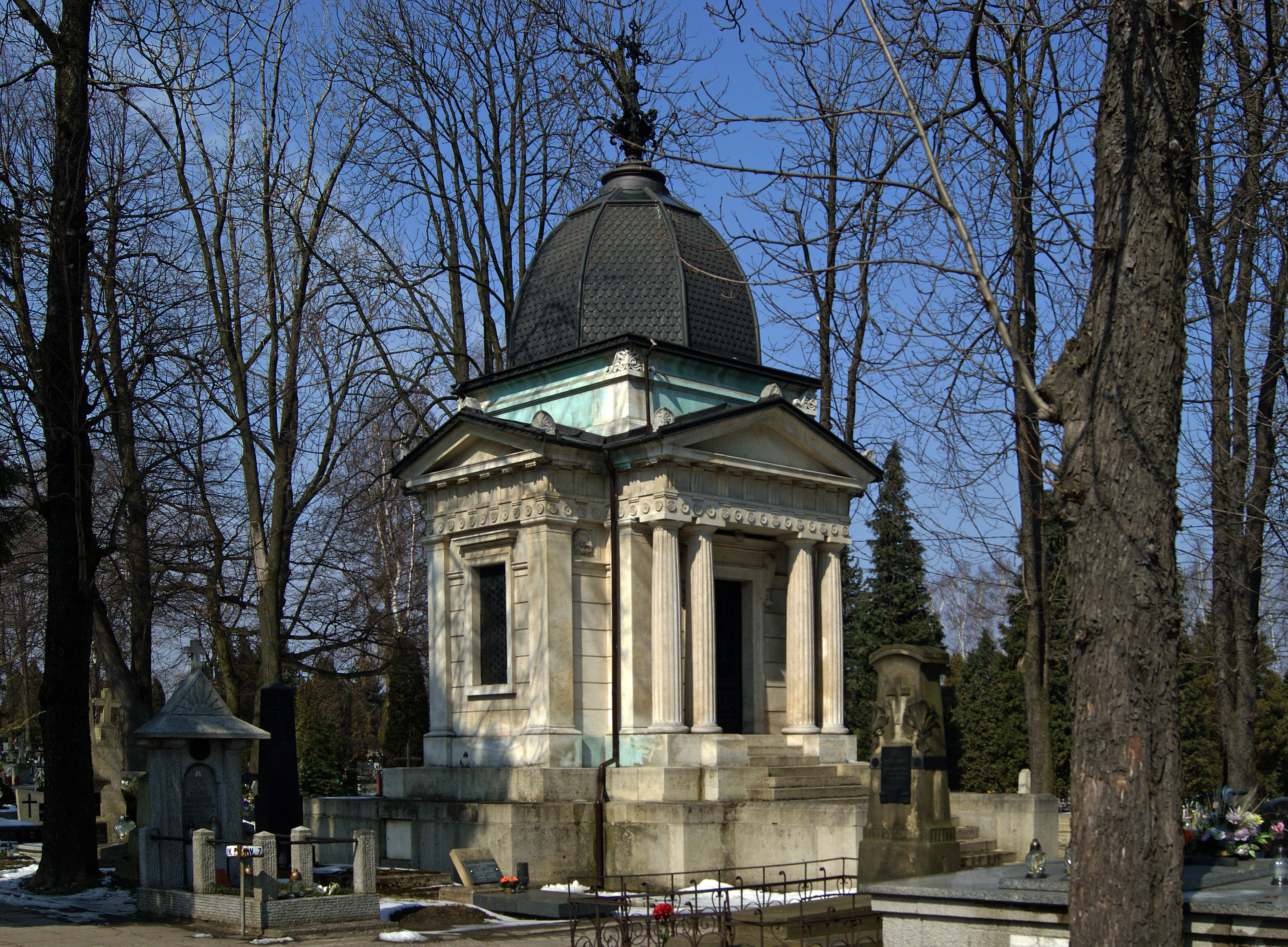
Kaplica Loewenfeldów w Chrzanowie

- Pod Śpiewającą Żabą S. i H. Rychterów, ul. Retoryka 1, 1889–90[33]
- dom Marcina Kozłeckiego przy ul. Retoryka 3, 1891[33][34]
- Festina lente, ul. Retoryka 7, 1887[26]
- Pod Osłem (Faber est suae quisque fortunae), ul. Retoryka 9, 1891
- Długo myśl – prędko czyń K. Stadtmüllera, ul. Retoryka 15, 1888[26]
- Pod Pająkiem, róg ul. Karmelickiej i Batorego, 1889
- dom przy ul. Długiej 54, 1891[26]
- kamienica Goetzów-Okocimskich ul. św. Jana 3, 1896–97[26]
- dom własny przy ul. Batorego 26, 1885[33]
- kamienica Pod Smokiem, ul. Smoleńsk 18, 1887[33]
- dom J. Rottera przy ul. Smoleńsk 20, 1888–89[33]
- dom Z. Bednarskiej przy ul. Pędzichów 19, 1897[33]
- dom Seweryny Górskiej, ul. Garbarska 7a (nie istnieje), 1886–87[35]

Wille, dwory, pałace:
- willa dr. M. Dembowskiego (Koci Zamek), Bochnia ul. Konstytucji 3 Maja, 1900[26]
- Dwór Dobieckich, Cianowice, 1890[36].
- pałac Romana Michałowskiego w Dobrzechowie, 1890[26] [3]
- dwór Skrzeczyńskich w Lubzinie, 1899
- dwór Żeleńskich w Grodkowicach, 1905[26]
- projekt przebudowy pałacu w Horyńcu,?[26]
- pałac Czetwertyńskich, Kijów,?[26]
- willa J. Wangego, ul. św. Zofii 30, Lwów, 1899[26]
- dwór w Łaszczowie (przebudowa),?[26]
- dwór w Michałowicach, 1892-1897[26]
- dwór Piotra Colonna-Czosnowskiego, Obory (Wołyń), 1903[26]
- przebudowa zamku H. Korwin-Milewskiego na wyspie Santa Catharina koło Rovinj (Rovigno),?[26]
- projekt przebudowy pałacu w Siedliskach,?[26]
- projekt pałacu w Wysuczce, 1905[26]
- pałac Popielów w Ściborzycach

Kaplice:
- Nowy Sącz, 1895–8[26]
- kaplica grobowa, Kobylanka, 1898[26]
- kaplica cmentarna Loewenfeldów, Chrzanów, 1898–1900[26]
- projekt kaplicy dla Jana Zwiernickiego, Zwiernik, 1905[26]
- Grzęda[26]

Szpitale:
- Okocim, 1900[26]
- Sucha, ok. 1900[26]
- Szpital Zakonu Bonifratrów w Krakowie, 1906[26]

Grobowce:
- Reyów, Przecław, 1902[26]
- Skrzyńskich, Zagórzany,?[26]
- Talowskich, Kraków-Rakowice[10]

Inne:

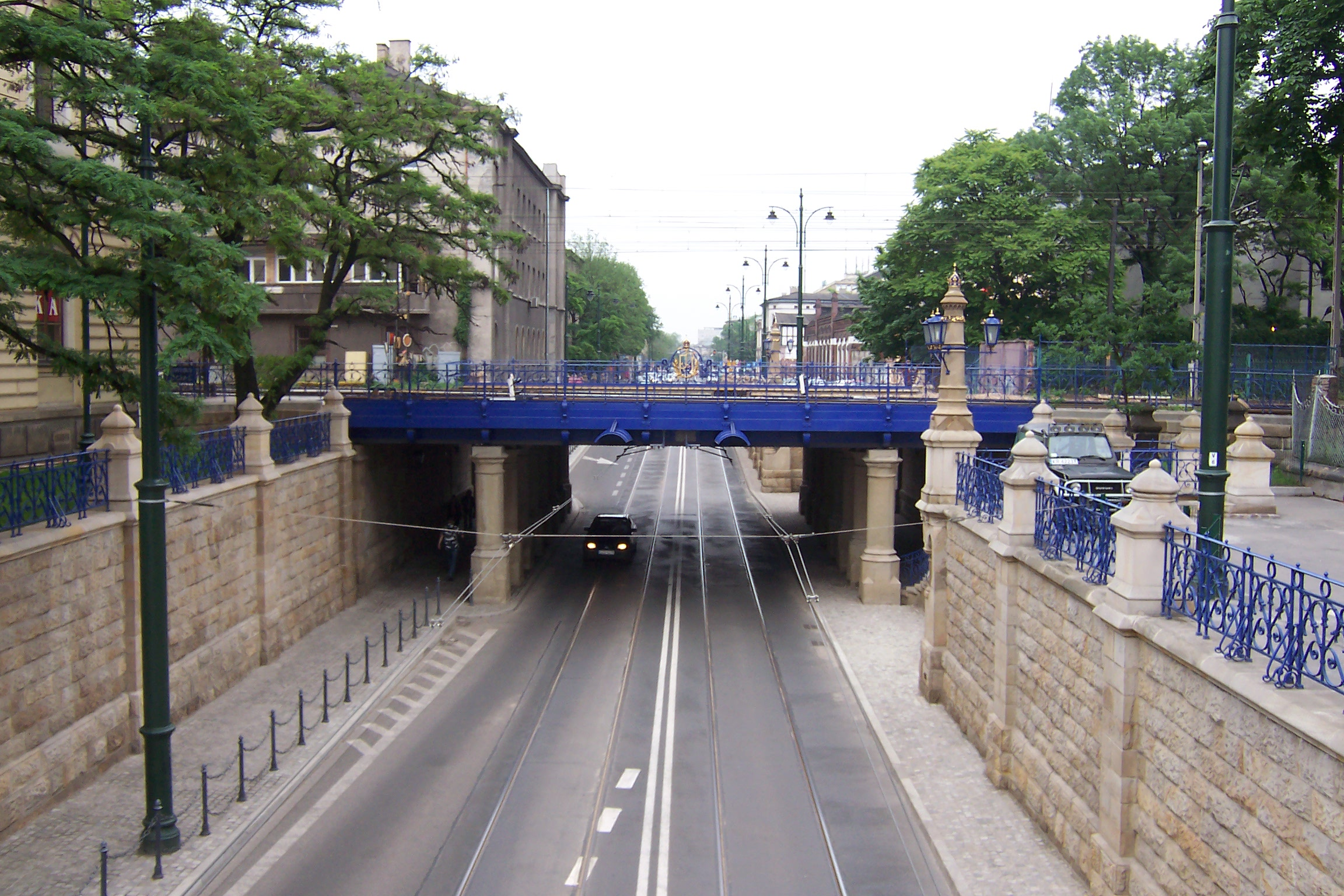
Wiadukt kolejowy nad ulicą Lubicz w Krakowie

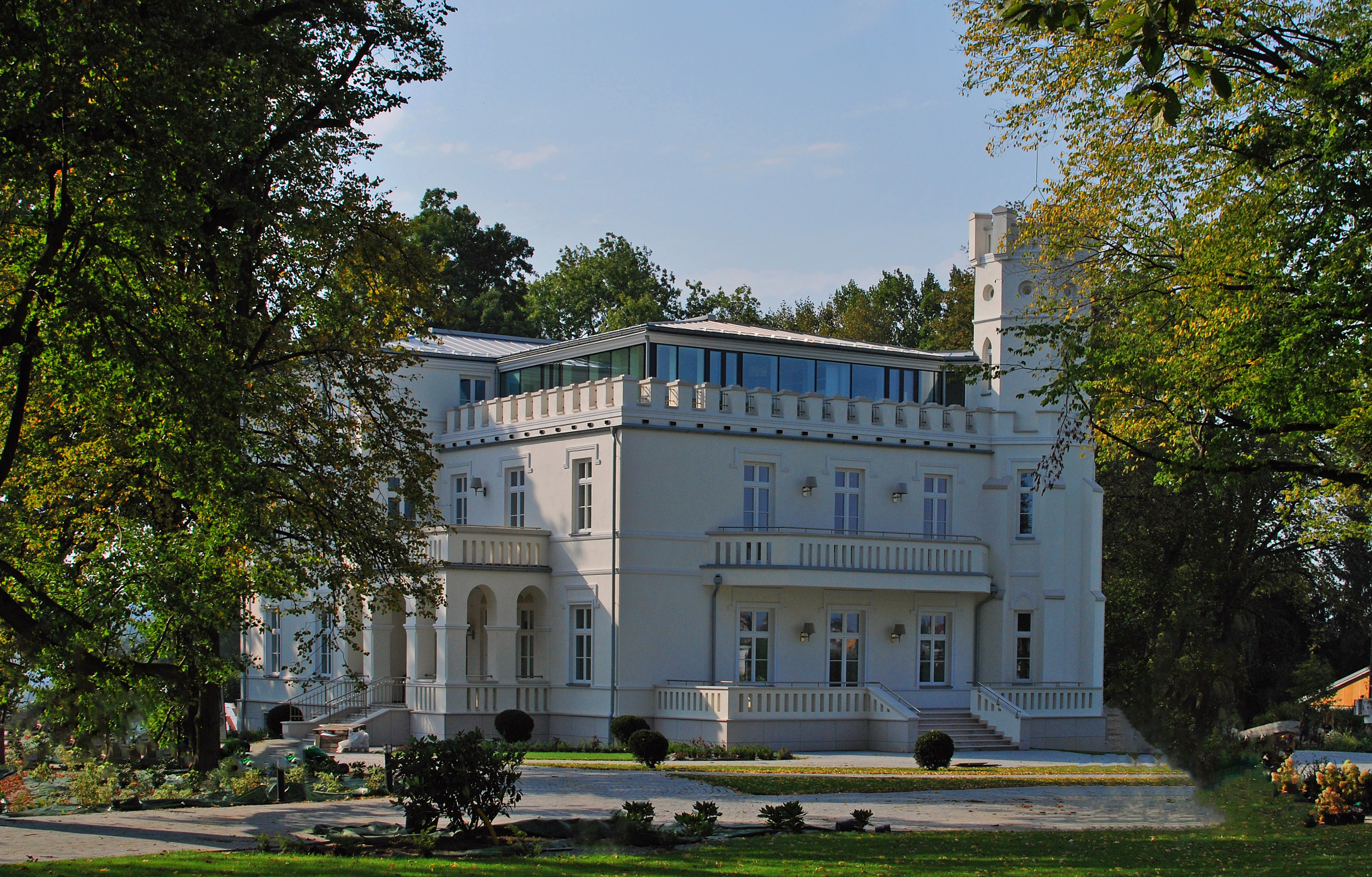
Dawny dwór Dobieckich
w Cianowicach.

- gmach „Sokoła” w Jarosławiu,?[26]
- gmach „Sokoła” w Krakowie (przebudowa), 1894[35]
- gmach „Sokoła” w Pilźnie, 1907[37]
- szkoła w Okocimiu, 1900[26]
- projekt ossuarium pod Slavkovem,?[26]
- przebudowa ratusza w Jarosławiu,?[26]
- mauzoleum Potockich w podziemiach kościoła w Łańcucie,?[26]
- wiadukt kolejowy nad ulicą Lubicz w Krakowie, 1897–98[33]
- epitafium Wincentego Jabłońskiego w kościele Zwiastowania NMP w Krakowie[38]
- kazalnica w Suchej Beskidzkiej[10]
- sokolnie: przy ul. Piłsudskiego w Krakowie i w Wadowicach[10]
- pawilon na wystawę we Lwowie[10]
- schody wokół kolumny Adama Mickiewicza we Lwowie (we współpracy z Antonim Popielem), 1904[39]
- elektrownia w Krakowie przy ul. Łobzowskiej[33]
- szkoła w Dębicy – obecnie I LO im. króla Władysława Jagiełły, 1907

## Inne prace

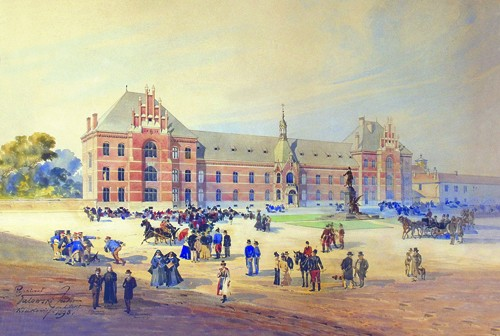
Gmach Szpitala Zakonu Bonifratrów w Krakowie, akwarela[40], 1898
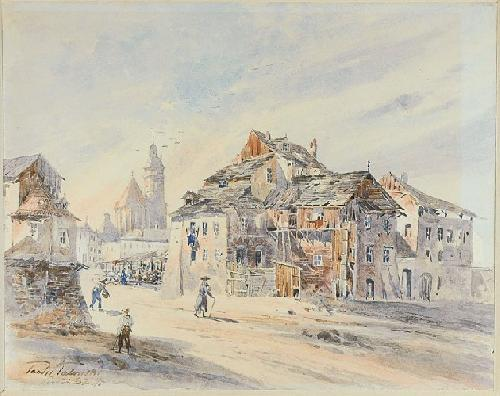
Krakowski Kazimierz, akwarela
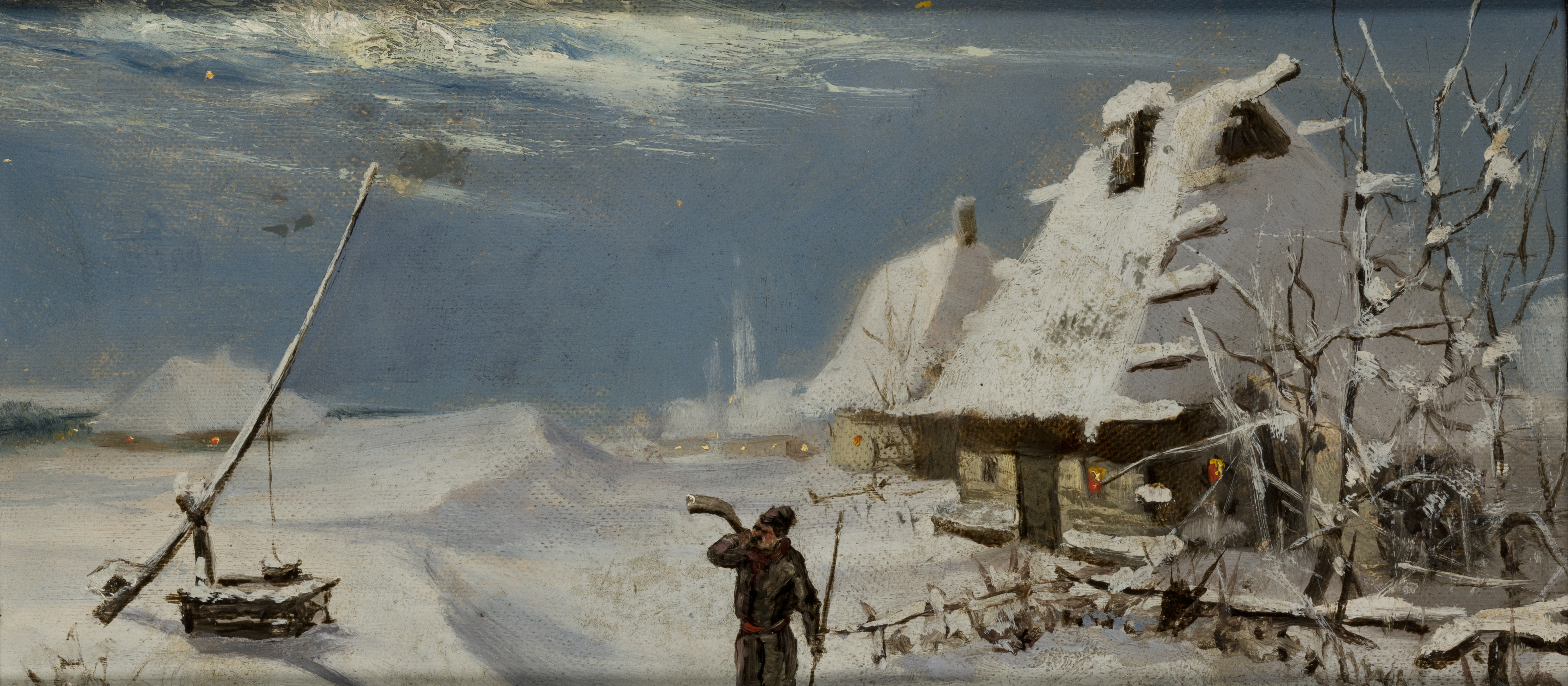
Krajobraz zimowy, Muzeum Narodowe w Krakowie
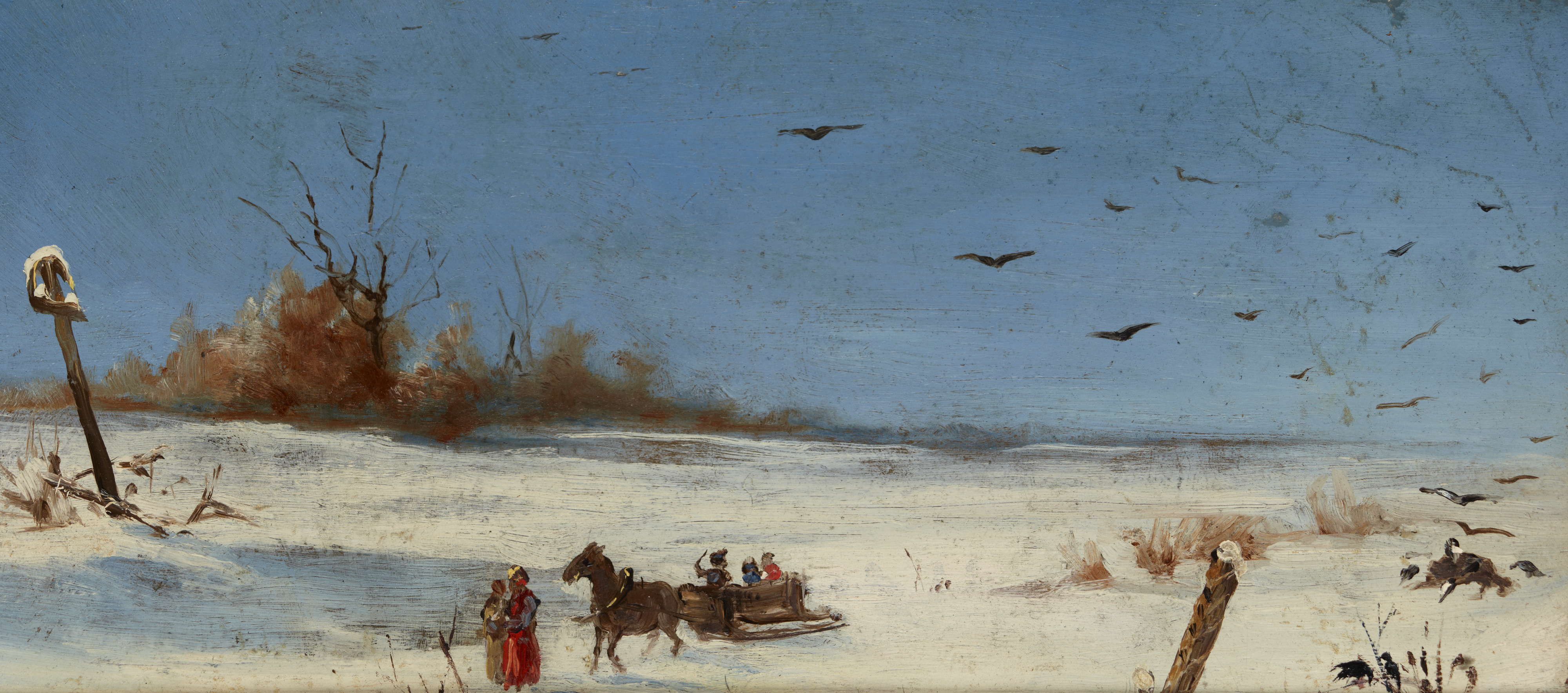
Sanna MNK
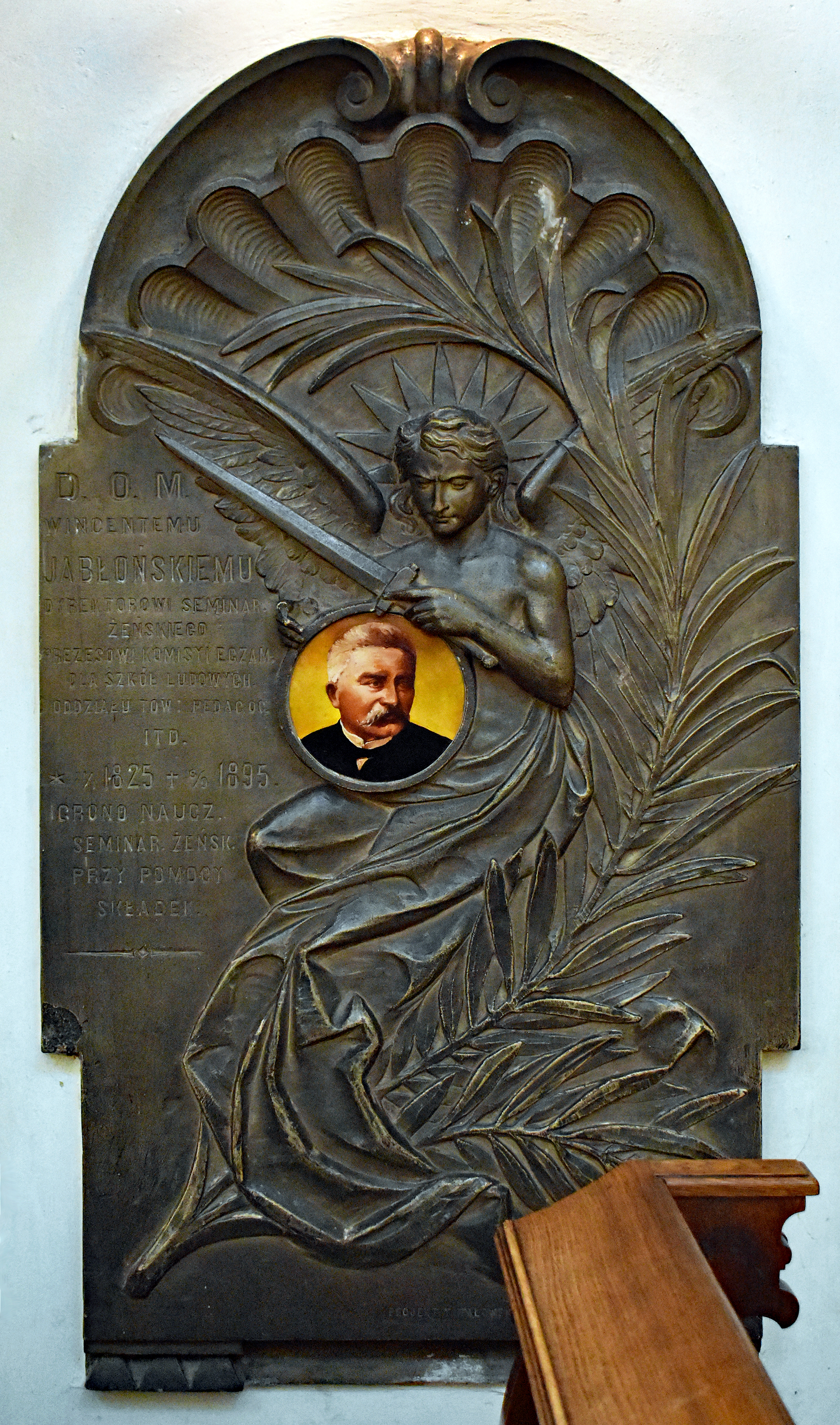
Epitafium Wincentego Jabłońskiego projektu Talowskiego w kościele kapucynów w Krakowie

## Rodzina
Po jego śmierci zięć, pionier polskiego automobilizmu Wilhelm Ripper (ojciec Jana), za pieniądze ze sprzedaży kamienicy Festina lente przy ul. Retoryka 7 kupił samochód wyścigowy Bugatti C-37, który prowadził jako pierwszy polski uczestnik podczas Rajdu Monte Carlo.

### Literatura dodatkowa
- Wojciech Bałus, Pałace, dwory i wille Teodora Talowskiego, „Teka Komisji Urbanistyki i Architektury”, 21, 1987, s. 223–229.
- Wojciech Bałus, Architektura sakralna Teodora Talowskiego, „ZNUJ, Prace z Historii Sztuki”, 20, 1992, s. 53–79.
- Zbigniew Beiersdorf, Kościoły Teodora M. Talowskiego w Diecezji Tarnowskiej, „Currenda”, nr 4-6, 1986.
- Zbigniew Beiersdorf, Talowski Teodor, [w:] Henryk Kondziela, Hanna Krzyżanowska (red.), Polski słownik biograficzny konserwatorów zabytków, z. 2, Poznań: Wyd. Poznańskie, 2006, ISBN 83-7177-416-8.
- M. Biernat, Kościół parafialny pw. Wniebowzięcia Najśw. Panny Marii w Otyni, [w:] Materiały do dziejów sztuki sakralnej na ziemiach wschodnich dawnej Rzeczypospolitej, cz. I: Kościoły i klasztory rzymskokatolickie dawnego województwa ruskiego, t. 14, Kraków 2006, s. 249–274; fot. 336–443.
- M. Biernat, Kościół parafialny pw. Matki Boskiej Nieustającej Pomocy w Tarnopolu, „Materiały do dziejów sztuki sakralnej na ziemiach wschodnich dawnej Rzeczypospolitej”, cz. I: „Kościoły i klasztory rzymskokatolickie dawnego województwa ruskiego”, t. 16, Kraków 2008, s. 215–270; fot. 420–472.
- M. Biernat, Kościół parafialny pw. Nawiedzenia Najśw. Panny Marii w Podhajczykach Justynowych, „Materiały do dziejów sztuki sakralnej na ziemiach wschodnich dawnej Rzeczypospolitej”, cz. I: „Kościoły i klasztory rzymskokatolickie dawnego województwa ruskiego”, t. 17, Kraków 2009, s. 287–296; fot. 605–624.
- G. Blondiau, T. Sobieska, K. Sobieska, Śladami Młodej Polski. Secesja w Krakowie i okolicach, Kraków 2003.
- T. Chrzanowski, Dom „Pod Pająkiem”, „Spotkania z zabytkami”, numer specjalny, 2001.
- P. Krasny, Kościół parafialny pw. Św. Elżbiety, „Materiały do dziejów sztuki sakralnej na ziemiach wschodnich dawnej Rzeczypospolitej”, cz. I: „Kościoły i klasztory rzymskokatolickie dawnego województwa ruskiego”, t. 12: Kościoły i klasztory Lwowa z wieków XIX i XX, Kraków 2004, s. 167–193; fot. 466-544.
- Anna Lohn, Nieznany portret Teodora Talowskiego ze zbiorów Muzeum UJ, „Opuscula Musealia”, 21, 2013, s. 75–86.
- J. Opaska, Dzieło Talowskiego, „Spotkania z zabytkami”, nr 3, 2000.
- Anna Sołtysik, Język form Teodora Talowskiego a współczesna kompozycja architektoniczna, praca doktorska: Politechnika Wrocławska, 2012.
- Piotr Marek Stański, Konkurs na kościół św. Elżbiety we Lwowie, „Semper Fidelis”, nr 5, 2005.